# Hammarsjön, Dalarna
Hammarsjön är en sjö i Älvdalens kommun i Dalarna och ingår i Dalälvens huvudavrinningsområde. Sjön har en area på 0,324 kvadratkilometer och ligger 711,4 meter över havet. Sjön avvattnas av vattendraget Jonassjöbrunnan.

## Delavrinningsområde
Hammarsjön ingår i det delavrinningsområde (685421-131682) som SMHI kallar för Utloppet av Hammarsjön. Medelhöjden är 730 meter över havet och ytan är 4,48 kvadratkilometer. Det finns ett avrinningsområde uppströms, och räknas det in blir den ackumulerade arean 7,58 kvadratkilometer. Jonassjöbrunnan som avvattnar avrinningsområdet har biflödesordning 2, vilket innebär att vattnet flödar genom totalt 2 vattendrag innan det når havet efter 511 kilometer. Avrinningsområdet består mestadels av skog (48 procent) och sankmarker (43 procent). Avrinningsområdet har 0,33 kvadratkilometer vattenytor vilket ger det en sjöprocent på 7,3 procent.